# Viticoltura in Italia

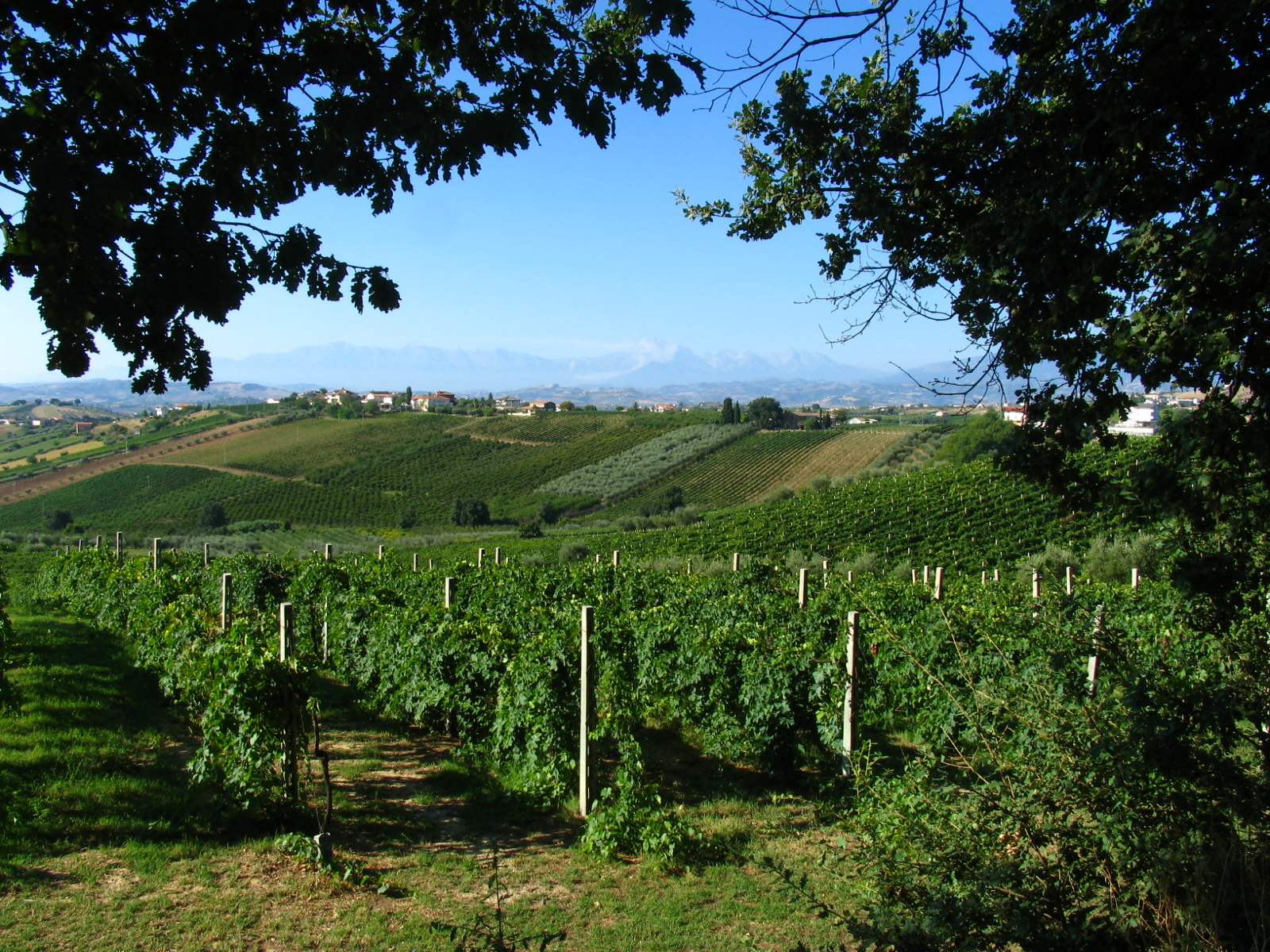
Un tipico vigneto italiano, insieme a degli olivi.

La viticoltura in Italia ha una storia millenaria ed è uno dei settori più rilevanti dell'agricoltura nazionale. L'Italia è tra i principali produttori mondiali di vino, con una vasta gamma di vitigni autoctoni e un'ampia diversificazione territoriale che ne influenzano le caratteristiche organolettiche. Il paese vanta un patrimonio vitivinicolo che affonda le radici nell'epoca etrusca e romana, evolvendosi nel corso dei secoli grazie a innovazioni tecniche e normative specifiche volte a garantire qualità e sostenibilità.
L'Italia offre una varietà di condizioni climatiche e pedologiche, che consentono la produzione di vini molto diversi tra loro. Il paese è suddiviso in numerose regioni vitivinicole, ciascuna con caratteristiche uniche che derivano dall'interazione tra territorio, vitigno e tecniche di vinificazione. Grazie a questo ricco patrimonio, l'Italia è riconosciuta a livello internazionale per la qualità e la varietà dei suoi vini.

## Storia
Gli Etruschi, i Greci e i Celti della Pianura Padana mantennero vive le tecniche di coltivazione e produzione del vino; in seguito i Romani nel corso delle invasioni diffuse in Europa sia le piante di vite che le relative tecniche di viticoltura apprese dai popoli conquistati.
Durante il Medioevo la viticoltura si mantenne viva soprattutto per merito dei monaci all'interno dei monasteri, anche se finalizzata principalmente per la produzione di vino da messa.
Nei secoli seguenti venne privilegiato l'aspetto quantitativo, dovuto alla facilità di coltivazione della pianta, ma i vini prodotti erano di qualità non eccelsa; tuttavia in alcune zone (Toscana e Piemonte) si iniziavano già ad evidenziare i primi tentativi di miglioramento.
In Toscana vennero definite sia le zone di produzione che la formula del chianti classico, mentre in Piemonte vennero applicate le tecniche vitivinicole francesi per migliorare la produzione dei vini da uve nebbiolo, cominciando a produrre un vino barolo in possesso di caratteristiche qualitative superiori rispetto a quello fino ad allora prodotto.
Ma nella seconda metà del XIX secolo, proprio quando la viticoltura iniziava a svilupparsi sia tecnicamente che qualitativamente, le piante vennero aggredite dalla fillossera, un insetto che ne provocava la morte; l'epidemia causò la distruzione della quasi totalità delle vigne; solo dopo alcuni anni si riuscì a trovare un rimedio, consistente nell'innestare le viti autoctone sui fusti di vite americana (vitis labrusca), insensibile alla fillossera.
Nel XX secolo vengono promulgate le prime leggi specifiche tese a disciplinare la produzione del vino; inizialmente l'obiettivo era quello di tutelare la tipicità del prodotto, in seguito, nel rispetto delle norme comunitarie, anche la sua qualità.
Le più significative sono:
- il Regio decreto legge nº 497 del 7 marzo 1924, riguardante le disposizioni per la difesa dei vini tipici,
- il D.P.R. nº 930 del 12 luglio 1963, riguardante la regolamentazione dei vini di qualità prodotti in regioni determinate,
- la legge nº 164 del 10 febbraio 1992, riguardante la nuova disciplina delle denominazioni di origine dei vini.

Attualmente la vite viene coltivata in tutte le regioni italiane, e l'Italia è il primo produttore mondiale davanti alla Francia con 54,8 milioni di ettolitri (dati OIV 2018).
Le esportazioni ammontano a circa 18 milioni di ettolitri annui, principalmente verso Germania, Regno Unito e Stati Uniti d'America.

## Clima
Il clima italiano è particolarmente favorevole alla viticoltura grazie alla sua varietà geografica. L'Italia si trova in una posizione privilegiata, tra il Mar Mediterraneo e le Alpi, con un clima che varia da continentale nelle zone interne a mediterraneo lungo la costa. Le regioni vitivinicole italiane beneficiano di un clima mite e di abbondanti precipitazioni, che, insieme alla diversità dei terreni, creano le condizioni ideali per la coltivazione di molte varietà di uva.
Le zone viticole più famose, come la Toscana, il Piemonte e la Sicilia, presentano differenze microclimatiche che influenzano profondamente il carattere dei vini prodotti. La presenza di venti marini, il calore del sole e la varietà dei terreni contribuiscono a una vasta gamma di aromi e sapori nei vini italiani.

## Regioni vitivinicole

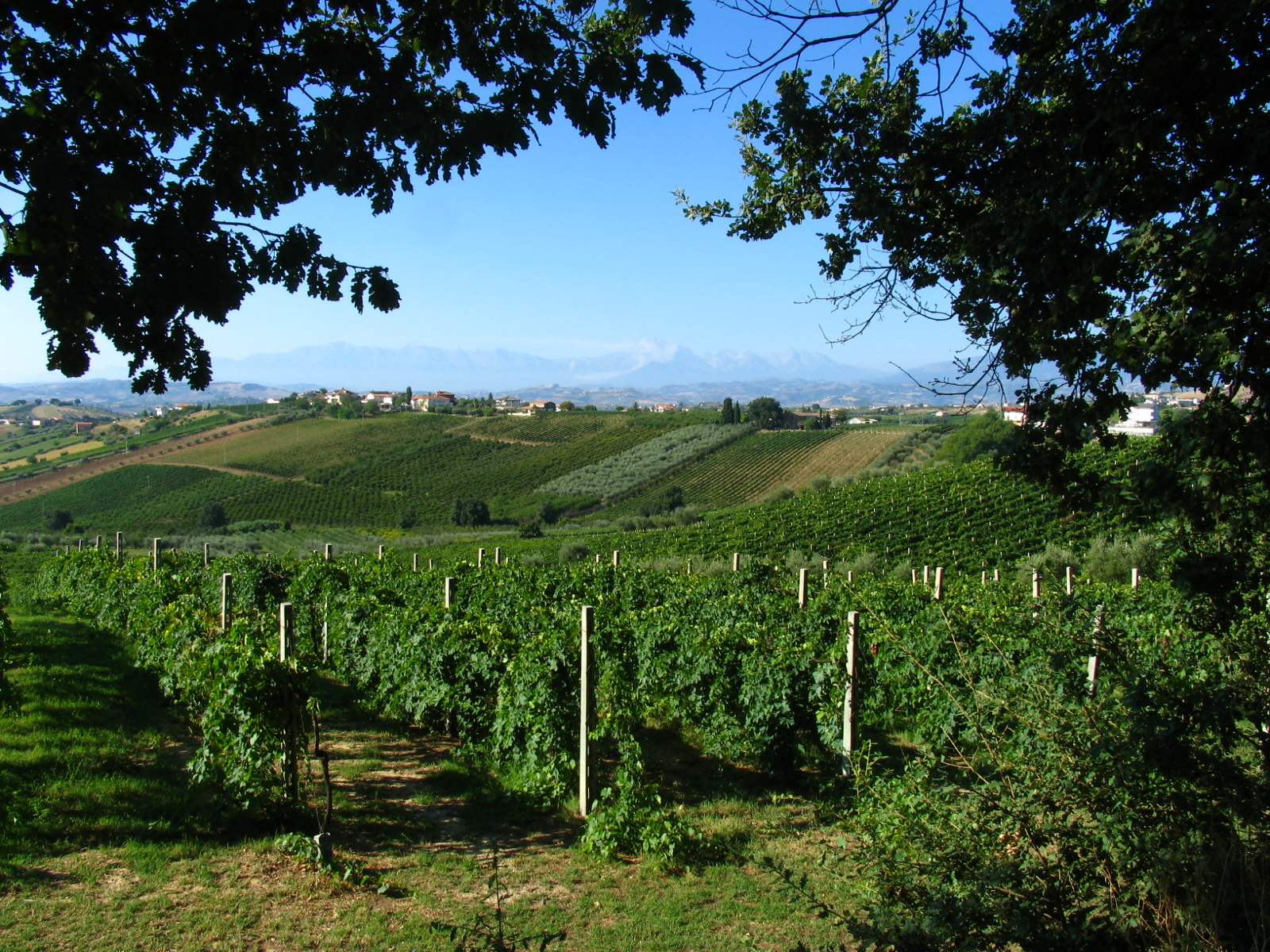
Un tipico vitigno italiano, insieme a degli olivi.

L’Italia è una delle nazioni con la più vasta e diversificata tradizione vitivinicola del mondo, grazie alla varietà di climi, terreni e culture locali. Le sue regioni vinicole sono uniche e rappresentano una combinazione di tradizioni antiche e innovazioni moderne, che si riflettono nei numerosi tipi di vino prodotti. L'Italia è famosa per la sua capacità di produrre una vasta gamma di vini, da quelli più semplici e freschi a quelli complessi e longevi, sempre caratterizzati dal concetto di "terroir", che unisce il suolo, il clima e la cultura locale .

### Piemonte
Il Piemonte è una delle regioni vinicole più rinomate d’Italia, famosa per i suoi vini rossi pregiati e complessi. La zona è particolarmente conosciuta per il Barolo, spesso chiamato il "Re dei vini", prodotto dalle uve del vitigno Nebbiolo. Altri vini simbolo del Piemonte sono il Barbaresco, anch’esso a base di Nebbiolo, e il Barbera d'Asti, più giovane e fruttato, ma molto apprezzato. La zona delle Langhe, Patrimonio dell'Umanità dell'UNESCO, è famosa per le sue colline ricoperte di vigneti e per la qualità del suo vino .
Il clima fresco e la composizione geologica delle Langhe contribuiscono a un’alta qualità nella maturazione delle uve, favorendo la produzione di vini con buona acidità e struttura. Il Piemonte è anche noto per i suoi spumanti, in particolare il Moscato d'Asti, un vino dolce e aromatico che ha conquistato i mercati internazionali.

### Toscana
La Toscana è una delle regioni più emblematiche per la viticoltura italiana, conosciuta per la sua tradizione vinicola che risale agli Etruschi. La regione è famosa per il Chianti, prodotto principalmente con il vitigno Sangiovese, che domina gran parte dei vigneti toscani. Il Chianti Classico, con il suo distintivo simbolo del gallo nero, è uno dei vini più apprezzati al mondo .
In Toscana si trovano anche altre denominazioni di grande prestigio, come il Brunello di Montalcino e il Vino Nobile di Montepulciano, entrambi a base di Sangiovese ma con caratteristiche uniche a causa delle diverse condizioni di coltivazione. Il Super Tuscan, una tipologia di vino che mescola varietà locali e internazionali, è un altro esempio dell’innovazione toscana in viticoltura .
La Toscana è anche conosciuta per la sua capacità di coniugare tradizione e innovazione, con molti produttori che utilizzano tecniche moderne di vinificazione per ottenere vini di alta qualità, ma sempre rispettando il territorio e la tradizione .

### Veneto
Il Veneto è una delle regioni più produttive d'Italia e ospita alcuni dei vini più conosciuti a livello internazionale, come il Prosecco, il famoso spumante prodotto principalmente con uve Glera. Il Prosecco è sinonimo di freschezza e leggerezza, ed è diventato uno dei vini spumanti più consumati al mondo .
Altri vini importanti del Veneto sono il Valpolicella, un vino rosso che può essere prodotto in diverse varianti, tra cui il Ripasso e l’Amarone, quest'ultimo un vino robusto ottenuto da uve appassite. Il Soave, un vino bianco secco, è prodotto principalmente con uve Garganega e si distingue per la sua freschezza e il suo equilibrio aromatico .
La diversità climatica e geologica del Veneto permette la produzione di una vasta gamma di vini, dal rosso corposo al bianco fresco, conferendo alla regione una posizione di rilievo nel panorama vinicolo italiano e internazionale.

## Vitigni
L'Italia è rinomata per la straordinaria varietà di vitigni che coltiva, una ricchezza che riflette la diversità geografica e climatica del paese. Con circa 2.000 varietà di uve autoctone e una lunga tradizione vinicola, l'Italia rappresenta una delle principali potenze mondiali nella produzione di vino. Questi vitigni sono strettamente legati al concetto di "terroir", che include il suolo, il clima e le pratiche culturali locali, e sono la base per la creazione di una vasta gamma di vini, ognuno con caratteristiche uniche. La scelta dei vitigni, tradizionali e moderni, contribuisce notevolmente alla varietà e alla qualità dei vini italiani.

### Vitigni Autoctoni

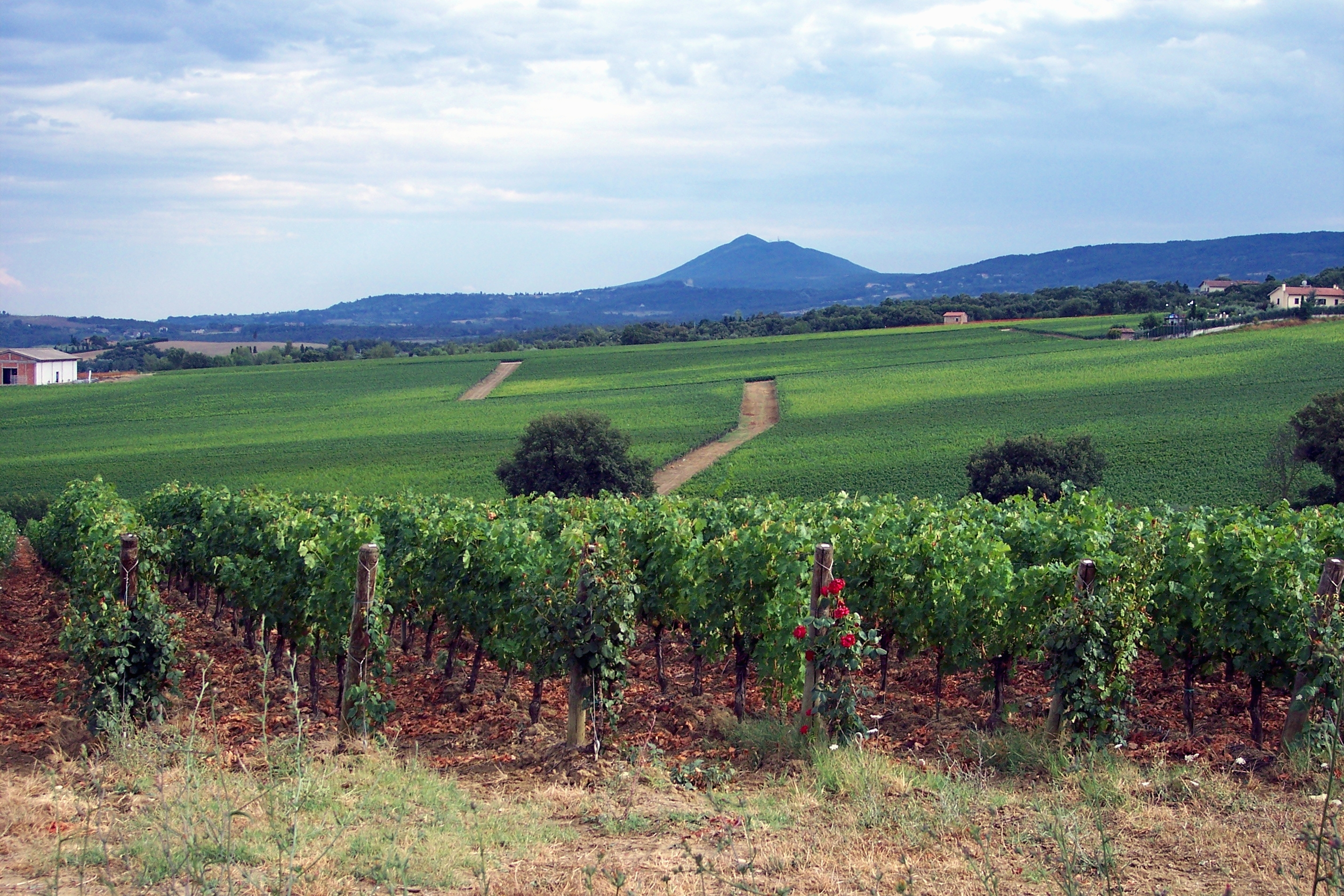
Sangiovese nella Val d'Orcia, col Monte Amiata sullo sfondo

Una delle caratteristiche distintive della viticoltura italiana è la sua straordinaria varietà di vitigni autoctoni. L’Italia è il paese che vanta il maggior numero di varietà di uve autoctone al mondo, molte delle quali sono legate a territori specifici. Questi vitigni spesso producono vini che non si trovano altrove, permettendo alle diverse regioni italiane di creare vini che raccontano la storia e il carattere del loro territorio.
Sangiovese è uno dei vitigni più emblematici e diffusi in Italia. Questo vitigno è alla base di alcuni dei vini più importanti del paese, come il Chianti, il Brunello di Montalcino e il Vino Nobile di Montepulciano. Il Sangiovese è un vitigno che si adatta bene alle condizioni climatiche calde e secche delle regioni centrali come la Toscana, ed è apprezzato per la sua acidità, la sua struttura e la capacità di invecchiare bene .
Un altro vitigno iconico è il Nebbiolo, utilizzato per produrre alcuni dei vini più pregiati del Piemonte, come il Barolo e il Barbaresco. Il Nebbiolo è noto per la sua alta acidità e tannicità, che lo rendono un vino di grande struttura, capace di invecchiare e migliorare con il tempo. È un vitigno che prospera nelle colline delle Langhe, dove il clima fresco e le esposizioni solari favoriscono la maturazione delle uve .
Anche il Primitivo, tipico della Puglia, è un vitigno autoctono che ha guadagnato grande popolarità negli ultimi decenni. Il Primitivo è noto per il suo profilo ricco, fruttato e robusto, ed è spesso utilizzato per produrre vini corposi e intensi, come il Primitivo di Manduria. Questo vitigno prospera nelle terre calde e soleggiate del Sud Italia, dove le uve raggiungono una maturazione ottimale .

#### Vitigni Autoctoni Minori

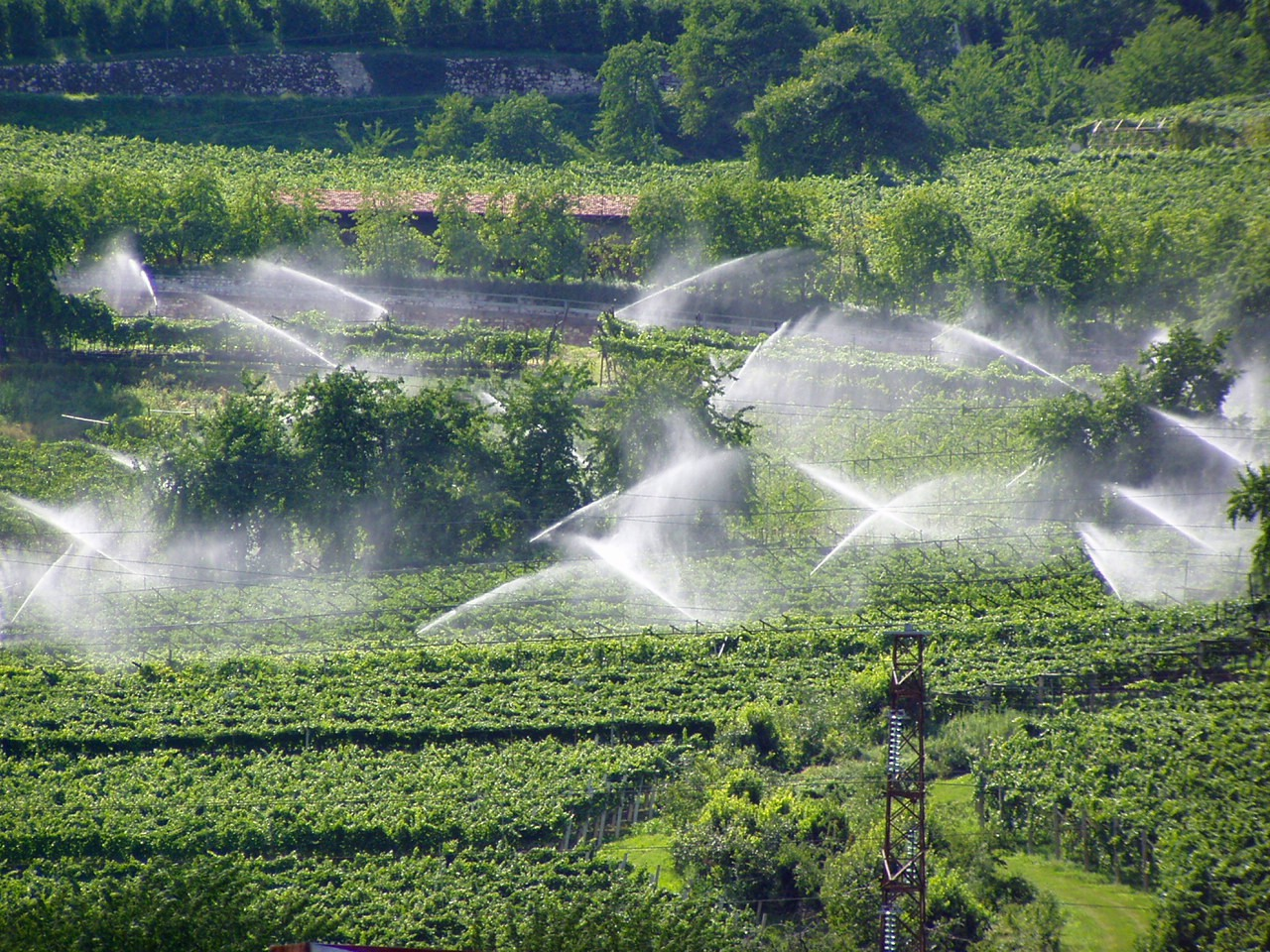
Vitigni in Trentino-Alto Adige

Oltre ai grandi nomi, l’Italia è anche la casa di numerosi vitigni minori che, pur non avendo la stessa fama internazionale, contribuiscono in modo significativo alla diversità e alla qualità del vino italiano. Alcuni di questi vitigni sono limitati a zone specifiche e sono profondamente legati alla cultura e alle tradizioni locali. Il Fiano in Campania, il Vermentino in Sardegna e la Nero d'Avola in Sicilia sono esempi di vitigni che esprimono al meglio le caratteristiche del loro territorio.
Il Nero d'Avola, per esempio, è uno dei vitigni rossi più importanti della Sicilia, noto per la sua capacità di produrre vini intensi e strutturati, con aromi di frutta matura e spezie. È spesso utilizzato per produrre vini singoli, ma può anche essere blendato con altre varietà locali per creare vini complessi e di grande qualità .

#### Vitigni autoctoni a bacca nera
- Aglianico (Basilicata, Campania, Puglia, Molise)
- Aleatico (Isola d'Elba, Lazio)
- Ancellotta (Emilia-Romagna, Friuli-Venezia Giulia)
- Avanà (Piemonte)
- Avarengo (Piemonte)
- Barbera (Piemonte)
- Bombino nero (Puglia)
- Bonarda, (Piemonte, Lombardia ed Emilia-Romagna)
- Bovale (Sardegna)
- Brachetto (Piemonte)
- Canaiolo (Toscana)
- Cannonau (Sardegna, Veneto)
- Caricagiola (Sardegna)
- Carignano (Sardegna, Toscana, Marche, Lazio)
- Centesimino (Emilia-Romagna)
- Cesanese di Affile (Lazio)
- Cesanese del Piglio (Lazio)
- Ciliegiolo (tutto il territorio)
- Colorino (Toscana)
- Cornalin (Valle d'Aosta)
- Corvina (Veneto)
- Croatina (Lombardia)
- Dolcetto (Piemonte)
- Doux d'Henry (Piemonte)
- Enantio (Trentino-Alto Adige)
- Franconia (Friuli-Venezia Giulia)
- Fortana (Emilia-Romagna)
- Frappato (Sicilia)
- Freisa (Piemonte)
- Fumin (Valle d'Aosta)
- Gaglioppo (Calabria)
- Girò (Sardegna)
- Greco nero (Calabria)
- Grignolino (Piemonte)
- Groppello gentile (Veneto)
- Groppello di Mocasina (Lombardia)
- Groppello di Santo Stefano (Lombardia, Toscana)
- Lacrima (Marche)
- Lagrein (Trentino-Alto Adige)
- Lambrusco (Emilia-Romagna)
  - Lambrusco di Sorbara (Emilia-Romagna)
  - Lambrusco Grasparossa (Emilia-Romagna)
  - Lambrusco Maestri (Emilia-Romagna)
  - Lambrusco Marani (Lombardia, Emilia-Romagna)
  - Lambrusco Montericco (Emilia-Romagna)
  - Lambrusco Salamino (Emilia-Romagna)
  - Lambrusco Viadanese detto anche «Mantovano» (Lombardia) Mantova
- Magliocco (Calabria)
- Malbo gentile (Emilia-Romagna)
- Malvasia di Casorzo (Piemonte)
- Malvasia di Schierano (Piemonte)
- Malvasia nera di Basilicata (Basilicata)
- Malvasia nera di Brindisi (Puglia)
- Malvasia nera di Lecce (Puglia)
- Mammolo (Toscana)
- Marzemino (Trentino-Alto Adige, Lombardia, Veneto, Friuli-Venezia Giulia)
- Mayolet (Valle d'Aosta)
- Molinara (Veneto)
- Monica (Sardegna)
- Montepulciano (Abruzzo)
- Nebbiolo (Piemonte, Lombardia, Valle d'Aosta)
- Negrara (Trentino-Alto Adige, Veneto)
- Negretto  (Emilia-Romagna)
- Negroamaro (Puglia)
- Ner d'Ala (Valle d'Aosta)
- Nerello cappuccio (Calabria, Sicilia)
- Nerello mascalese (Calabria, Sicilia)
- Neretta cuneese (Piemonte)
- Neretto di Bairo (Piemonte)
- Nero Buono (Lazio, Cori)
- Nero d'Avola, ou Calabriase (Sicilia)
- Ottavianello (Puglia)
- Pelaverga (Piemonte)
- Perricone (Sicilia)
- Petit rouge (Valle d'Aosta)
- Piedirosso (Campania)
- Pignolo (Friuli-Venezia Giulia)
- Pollera nera (Liguria)
- Primitivo (Puglia)
- Raboso Piave (Veneto, Friuli-Venezia Giulia)
- Raboso Veronese (Veneto, Friuli-Venezia Giulia)
- Refosco dal peduncolo rosso  (Friuli-Venezia Giulia)
- Rondinella (Veneto)
- Rossese (Liguria)
- Rossignola (Veneto)
- Roussin (Valle d'Aosta)
- Roussin de Morgex (Valle d'Aosta)
- Sagrantino (Umbria)
- Sangiovese (tutto il territorio)
- Schioppettino (Friuli-Venezia Giulia)
- Sciascinoso (Campania), (Lazio) dit aussi Olivella
- Schiava (Trentino-Alto Adige)
- Sgavetta (Emilia-Romagna, Veneto)
- Tazzelenghe (Friuli-Venezia Giulia)
- Terrano  (Friuli-Venezia Giulia)
- Tintilia (Molise)
- Traminer aromatico (Trentino-Alto Adige, Friuli-Venezia Giulia)
- Uva di Troia (Puglia)
- Uva rara (Piemonte)
- Valentino nero (Piemonte)
- Vespolina (Piemonte, Lombardia)
- Vien de Nus (Valle d'Aosta)
- Vuillermin (Valle d'Aosta)

#### Vitigni autoctoni a Bacca bianca
- Albana (Emilia-Romagna)
- Ansonica (Sicilia, Toscana)
- Arneis (Piemonte)
- Asprinio (Campania)
- Bariadorgia (Sardegna)
- Bellone (Lazio)
- Bianco d'Alessano (Puglia)
- Biancolella (Campania)
- Bombino bianco (Puglia)
- Bosco (Liguria)
- Carricante (Sicilia)
- Catarratto bianco comune (Sicilia)
- Catarratto bianco lucido (Sicilia)
- Coda di Volpe (Campania)
- Cortese (Piemonte, Liguria, Veneto)
- Durella, (Veneto)
- Erbaluce (Piemonte)
- Falanghina (Campania)
- Fiano (Campania, Puglia)
- Forastera (Campania, Sardegna)
- Garganega (Veneto, Sicilia)
- Glera (Veneto) - Friuli-Venezia Giulia)
- Grecanico dorato (Sicilia)
- Grechetto (Umbria, Lazio)
- Greco di Tufo (Campania)
- Grillo (Sicilia)
- Guarnaccia (Campania, Calabria)
- Impigno (Puglia)
- Lecinaro (Lazio)
- Maceratino (Marche)
- Malvasia bianca lunga (Toscana, Lazio, Umbria, Puglia, Sicilia)
- Malvasia bianca di Basilicata (Basilicata)
- Malvasia Bianca di Candia (Lazio, Campania, Emilia-Romagna)
- Malvasia del Lazio (Lazio)
- Malvasia di Candia Aromatica (Emilia-Romagna)
- Malvasia di Lipari (Sicilia)
- Malvasia di Sardegna (Sardegna)
- Malvasia Istriana (Friuli-Venezia Giulia, Veneto, Sardegna)
- Maturano (Lazio)
- Montonico bianco (Abruzzo)
- Montù (Emilia-Romagna)
- Moscato bianco (Piemonte)
- Moscato giallo (Trentino-Alto Adige, Friuli-Venezia Giulia, Sicilia)
- Moscato Fior d'Arancio (Veneto)
- Nasco (Sardegna)
- Nosiola (Trentino-Alto Adige, Veneto)
- Nuragus (Sardegna)
- Ortrugo (Emilia-Romagna)
- Pampanaro (Lazio)
- Pampanuto (Puglia)
- Passerina (Abruzzo, Lazio, Umbria)
- Pecorino (Abruzzo, Marche, Umbria)
- Picolit (Friuli-Venezia Giulia)
- Pignoletto (Emilia-Romagna)
- Prié blanc (Valle d'Aosta)
- Ribolla gialla (Friuli-Venezia Giulia)
- Tocai fiulano (Friuli-Venezia Giulia, Veneto, Lombardia)
- Torbato (Sardegna)
- Traminer aromatico (Friuli-Venezia Giulia, Veneto)
- Trebbiano giallo (Lazio) dit aussi "Frascati"
- Trebbiano romagnolo (Emilia-Romagna)
- Trebbiano di Soave (Veneto)
- Trebbiano toscano (Toscana, Lazio, Umbria)
- Verdeca (Puglia, Basilicata)
- Verdicchio bianco (Abruzzo, Marche, Umbria, Sardegna)
- Verdiso (Veneto)
- Verduzzo Friulano (Friuli-Venezia Giulia, Sardegna)
- Verduzzo Trevigiano (Friuli-Venezia Giulia)
- Vermentino (Liguria), (Sardegna) ou Favorita (Piemonte)
- Vernaccia (Toscana, Sardegna)
- Vitouska (Friuli-Venezia Giulia)
- Zibibbo (Sicilia)

### Vitigni Internazionali
Oltre ai vitigni autoctoni, l'Italia ha visto una crescente diffusione di vitigni internazionali, che sono stati integrati nelle pratiche vitivinicole italiane per arricchire la diversità e la qualità dei vini. Tra questi, il Cabernet Sauvignon, il Merlot e il Chardonnay sono i più noti. Questi vitigni internazionali sono stati adottati in molte regioni italiane, a volte per produrre vini monovitigno, ma più spesso in combinazione con vitigni autoctoni per creare prodotti che rispecchiano sia la tradizione che l'innovazione.
Cabernet Sauvignon, ad esempio, è ampiamente coltivato in Toscana, dove viene utilizzato sia da solo che in blend con il Sangiovese per creare il famoso Super Tuscan, un vino che ha guadagnato fama internazionale per la sua struttura robusta e la sua eleganza. Questi vini hanno cambiato la percezione della viticoltura toscana, introducendo un approccio più internazionale e moderno, pur mantenendo una forte connessione con il territorio.
Il Merlot è un altro vitigno internazionale che ha trovato una casa ideale nel Veneto, in particolare nell’area della Valpolicella, dove viene utilizzato sia come vitigno principale che in blend. I vini prodotti con Merlot tendono ad avere una texture morbida e fruttata, con tannini setosi, che li rendono particolarmente apprezzati dai consumatori internazionali .
Tra i principali vitigni troviamo:
- Cabernet franc (Lombardia, Lazio, Friuli-Venezia Giulia, Sicilia, Trentino-Alto Adige, Veneto)
- Cabernet Sauvignon (tutto il territorio)
- Gamay (Valle d'Aosta, Toscana, Umbria, Friuli-Venezia Giulia)
- Merlot (tutto il territorio)
- Pinot nero (tutto il territorio)
- Syrah (Toscana, Lazio, Sicilia)
- Chardonnay (tutto il territorio)
- Grüner Veltliner (Abruzzo)
- Pinot bianco (Abruzzo, Friuli-Venezia Giulia)
- Pinot grigio (Veneto, Trentino-Alto Adige, Friuli-Venezia Giulia)
- Riesling (Lombardia - Pavie, Piemonte - Asti )
- Riesling Renano (Friuli-Venezia Giulia)
- Riesling italico (Abruzzo, Friuli-Venezia Giulia)
- Sauvignon (Tutto il territorio)
- Sylvaner (Trentino-Alto Adige)

## Vini
L'Italia è una delle nazioni più influenti nel panorama vinicolo mondiale, sia per la qualità che per la quantità di vini che produce. Con oltre 500 denominazioni di origine (DOC, DOCG e IGT), il paese è sinonimo di varietà e eccellenza vinicola. I vini italiani non solo rappresentano la diversità del territorio, ma anche la lunga tradizione vitivinicola che affonda le radici in epoche antiche. Il sistema delle denominazioni di origine è uno degli aspetti fondamentali della viticoltura italiana, regolando e garantendo la qualità dei vini, nonché la loro provenienza .

### Vini Rossi
I vini rossi italiani sono senza dubbio tra i più apprezzati a livello internazionale. Il Sangiovese, con il suo equilibrio tra acidità e tannini, è alla base di molti dei più celebri vini rossi italiani. Il Chianti, il Brunello di Montalcino e il Vino Nobile di Montepulciano sono solo alcune delle denominazioni che portano il nome di questo vitigno, che si esprime al meglio nelle colline toscane. Questi vini sono noti per la loro struttura, la complessità aromatica e la capacità di invecchiare nel tempo, migliorando notevolmente con gli anni. Il Brunello di Montalcino, ad esempio, è uno dei più prestigiosi vini italiani, apprezzato per la sua longevità e per la ricchezza di profumi che si sviluppano durante l'invecchiamento .
Un altro vitigno che produce vini rossi di grande rilievo è il Nebbiolo. Questo vitigno è il protagonista di due delle denominazioni più famose del Piemonte: il Barolo e il Barbaresco. Il Nebbiolo è noto per la sua alta acidità e i suoi tannini decisi, che rendono questi vini particolarmente adatti per un lungo affinamento. Con il passare del tempo, il Nebbiolo sviluppa aromi complessi di frutta rossa matura, rose appassite, tabacco e spezie, regalando esperienze sensoriali uniche. Questi vini sono amati per la loro struttura e per la loro capacità di evolversi in bottiglia per decenni .
Al di fuori delle regioni del Nord, il Primitivo, soprattutto in Puglia, è un altro esempio di vino rosso che ha conquistato il mercato globale. Il Primitivo è noto per il suo profilo ricco, fruttato e corposo, che può raggiungere elevati livelli di alcolicità, rendendolo perfetto per chi cerca un vino intenso e strutturato. Il Primitivo di Manduria è una delle denominazioni più famose, che offre vini complessi e ben bilanciati.

### Vini Bianchi
L'Italia è altrettanto celebre per i suoi vini bianchi, che spaziano da quelli freschi e leggeri a quelli più complessi e strutturati. Tra i più noti vitigni bianchi italiani c’è il Pinot Grigio, un vitigno che ha trovato un habitat ideale nel Friuli Venezia Giulia e in Trentino-Alto Adige. I Pinot Grigio di queste regioni sono freschi, aromatici e con un'acidità vivace, rendendoli perfetti come vini da aperitivo o per accompagnare piatti leggeri a base di pesce. In Veneto, il Soave, prodotto principalmente con il vitigno Garganega, è un altro esempio di vino bianco apprezzato per la sua freschezza, la delicatezza e le note floreali .
Un vitigno che sta guadagnando sempre più attenzione è il Fiano, tipico della Campania. Il Fiano di Avellino è uno dei vini bianchi più pregiati della regione, noto per la sua complessità e capacità di invecchiare, con aromi di frutta tropicale, miele e spezie. Il Fiano si distingue per la sua acidità bilanciata e la struttura, che lo rendono ideale per accompagnare piatti di pesce, crostacei e piatti a base di formaggi .

### Vini Rosé
Anche i vini rosé italiani meritano una menzione speciale, con una tradizione che affonda le radici nel sud del paese. Il Cerasuolo di Vittoria, prodotto principalmente in Sicilia, è uno dei rosé italiani più rinomati. Questo vino combina freschezza e note fruttate, ed è prodotto principalmente con uve Nero d'Avola e Frappato, che conferiscono al vino una delicatezza unica. I rosé italiani sono noti per il loro equilibrio, la freschezza e l'abilità di abbinarsi a una vasta gamma di piatti, dai piatti a base di carne bianca a quelli di pesce .

### Vini Spumanti
Il settore dei vini spumanti in Italia è altrettanto importante e apprezzato. La Franciacorta, una denominazione situata in Lombardia, è famosa per i suoi spumanti prodotti con il metodo classico, simile a quello dello Champagne. Questi vini sono caratterizzati da un perlage fine e persistente, con note di lievito e pane tostato che li rendono complessi e affascinanti. Altre aree che producono spumanti di qualità sono il Trentino e il Prosecco, quest'ultimo prodotto principalmente con il vitigno Glera e famoso per la sua freschezza e leggerezza. Il Prosecco è uno dei vini spumanti italiani più conosciuti e apprezzati a livello globale.

## Normative
Il sistema normativo che regola la viticoltura in Italia è tra i più complessi e rigorosi a livello mondiale, ed è essenziale per garantire la qualità e l’autenticità dei prodotti vinicoli. Le normative italiane si basano su un quadro di leggi nazionali e regolamenti europei, che disciplinano vari aspetti, dalla produzione alla commercializzazione dei vini, dalle tecniche di vinificazione alle denominazioni di origine, fino alle pratiche agricole e ambientali.

### Sistema delle Denominazioni di Origine (DO)
Il sistema delle Denominazioni di Origine (DO) è uno degli aspetti centrali della normativa vinicola italiana. Questo sistema distingue i vini in base alla loro provenienza geografica e alla qualità legata al territorio. Le principali denominazioni sono:
- DOC (Denominazione di Origine Controllata): Garantisce che il vino provenga da una determinata area geografica e che rispetti un disciplinare di produzione ben definito, che include l’utilizzo di vitigni autorizzati, le tecniche di vinificazione e l’invecchiamento [5].
- DOCG (Denominazione di Origine Controllata e Garantita): Rappresenta il massimo livello di qualità nella viticoltura italiana. I vini DOCG devono sottoporsi a rigidi controlli sia in fase di produzione che di assaggio da parte di appositi enti per garantire la qualità del prodotto finale. Tra i più noti vini DOCG ci sono il Barolo, il Brunello di Montalcino e il Chianti Classico [12].
- IGT (Indicazione Geografica Tipica): Questa denominazione indica un vino che proviene da una zona geografica specifica, ma con meno restrizioni rispetto alle DOC e DOCG. I vini IGT offrono una maggiore libertà di scelta in termini di vitigni e tecniche di vinificazione, permettendo una maggiore sperimentazione e innovazione [8].

Queste denominazioni sono fondamentali per tutelare l’autenticità del prodotto, ma anche per promuovere la valorizzazione delle diverse realtà vitivinicole italiane, favorendo il legame tra il vino e il territorio .

### Regolamentazione della Produzione
La produzione vinicola in Italia è sottoposta a rigorose normative che riguardano diversi aspetti del processo. Il Ministero delle Politiche Agricole Alimentari e Forestali (MIPAAF) è l'ente governativo che supervisiona e coordina la viticoltura nel paese. Tra le leggi e regolamenti principali:
- Normativa sul controllo della qualità: Ogni vino che si fregia di una denominazione DOC, DOCG o IGT deve essere sottoposto a rigorosi controlli. L’ispezione riguarda non solo la zona di produzione, ma anche le caratteristiche del vino, che devono rispettare le linee guida stabilite dal disciplinare di produzione [12].
- Normativa sulle pratiche agronomiche e di vinificazione: Il disciplinare di produzione definisce non solo i vitigni da utilizzare, ma anche le pratiche agricole (come la potatura e la raccolta delle uve) e le modalità di vinificazione (temperatura, tecniche di fermentazione, affinamento) [8].
- Limiti di resa: Per garantire la qualità, la normativa prevede dei limiti di resa per ettaro di vigneto, stabilendo quanta uva può essere prodotta in base alla denominazione di origine. Limiti più restrittivi sono imposti per le DOCG rispetto alle DOC e IGT.

### Normative Ambientali e di Sostenibilità
L'Italia è uno dei paesi che sta maggiormente puntando sulla sostenibilità nel settore vitivinicolo, con normative che promuovono pratiche agricole rispettose dell’ambiente. I produttori di vino devono seguire linee guida che riguardano l’utilizzo di pesticidi e fertilizzanti, privilegiando l’agricoltura biologica e le pratiche di viticoltura integrata, che riducono l’impatto ambientale della produzione vinicola.
- Agricoltura biologica: Il vino biologico in Italia è regolato da specifiche normative europee, che impongono l’utilizzo di tecniche agricole sostenibili, come la limitazione dell’uso di sostanze chimiche e la promozione di metodi naturali per il controllo dei parassiti e la fertilizzazione del suolo. Questi vini devono essere certificati da enti autorizzati.
- Certificazioni di sostenibilità: In Italia esistono anche marchi di certificazione che attestano la sostenibilità ambientale dei vigneti e dei processi produttivi, come il marchio "Vino Sostenibile" e il sistema SQNPI (Sistema di Qualità Nazionale Produzione Integrata). Questi sistemi promuovono pratiche agricole che rispettano l’ecosistema e le risorse naturali.

### Normative sull'Etichettatura
L'etichettatura dei vini italiani è un altro aspetto fondamentale del sistema normativo. Ogni bottiglia di vino deve riportare informazioni chiare e precise che riguardano la denominazione di origine, la composizione del vino (vitigni utilizzati), l'annata di produzione, e altre informazioni legali obbligatorie. In particolare, le etichette dei vini DOC e DOCG devono riportare il numero di lotto, che consente il tracciamento del vino dalla produzione alla distribuzione, garantendo la trasparenza e la qualità del prodotto.
Inoltre, le normative italiane e europee stabiliscono che l’etichetta deve indicare l’alcolicità del vino, la quantità e, in alcuni casi, eventuali allergeni. Per i vini biologici, l’etichetta deve riportare il logo dell'Unione europea che certifica la provenienza biologica del prodotto .

### Normative sulle Importazioni e Esportazioni
Il commercio del vino in Italia è regolato da normative che riguardano anche le importazioni e le esportazioni. L'Italia, come membro dell'Unione europea, deve rispettare le regolazioni comunitarie relative alla commercializzazione del vino, sia all'interno dei confini europei che nei mercati internazionali. La normativa europea impone standard di qualità e pratiche produttive comuni per tutti i paesi membri, ma ogni paese può aggiungere regolamenti locali specifici, come avviene in Italia per le DOCG e DOC. Questa struttura normativa garantisce che i vini italiani possano essere esportati in tutto il mondo, mantenendo elevati standard di qualità e tracciabilità.